# Aviso

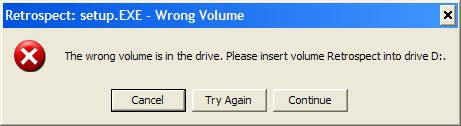
aviso

Se denomina aviso a las gacetas manuscritas o informes que un escritor del siglo XVII elaborada en la Corte y enviaba por correo de postas a algún noble distante de la misma para mantenerle enterado de todo cuanto de interés ocurría en ella. Estos escritores recibían a cambio de ello un estipendio variable. Por ello los redactores de avisos son considerados los antecesores de los actuales periodistas. Entre los más importantes redactores que hay que nombrar están Andrés de Almansa, Jerónimo de Barrionuevo y José Pellicer de Ossau.

## Comienzos
Desde principios del siglo XVI, Venecia tenía correspondencias manuscritas en las cuales se informaban todos los eventos importantes en Europa. En Alemania, la casa del banco Fugger publicó un periódico escrito que contenía las noticias políticas y comerciales más interesantes. Inglaterra tenía sus noticias en mano, sus llamados "boletines informativos", que fueron enviados a los condados y donde los casos judiciales fueron descubiertos y comentados libremente.
Estas cartas permanecieron cincuenta años después de la invención del periódico. Durante las guerras de religión que destrozaron el siglo XVI, las noticias en la mano eran verdaderos libelos, instrumentos de guerra en manos de los partidos, y sus autores fueron perseguidos sin tregua por los decretos del parlamento y las ordenanzas reales, que llevaban las penas más severas contra ellos y sus emisoras.
En Francia, los grandes señores tenían su periodista de corta vida o responsable, que era responsable de informarles sobre todos los escándalos y todas las aventuras picantes de la ciudad. Mazarino pagaba diez libras al mes a un hombre llamado Portal, para "darle noticias cada semana". Había dos tipos de novelistas: los novelistas aficionados de "boca" ejercían su actividad verbal en los lugares más concurridos de París, recogían varios rumores y revelaban los "secretos del gabinete de príncipes": el jardín de Luxemburgo, el Gran Salón del Palacio, el Jardín de las Tullerías, el del Palacio Real, etc.